# Katie McGrath
Katherine Elizabeth McGrath (Ashford, 1983) é uma atriz irlandesa. Ela é mais conhecida pelos seus papéis como Lena Luthor em Supergirl, Morgana Pendragon em Merlin, Elsa em King Arthur: Legend of the Sword, Elizabeth Carruthers em Frontier, Gloria Miller em The Throwaways, Lucy Westenra em Dracula e Zara Young em Jurassic World.

## Biografia e carreira
McGrath nasceu em 1983 em Ashford, Irlanda. Ela tem dois irmãos mais velhos, Sean e Rudhraigh. Ela se formou em pós-graduação em história no Trinity College em Dublin.
Inicialmente, McGrath não pretendia seguir a profissão de atriz e após se formar, interessou-se pelo jornalismo de moda e estilo de vida; Logo depois ela começou a trabalhar em várias revistas de moda e imagem. Mais tarde, o melhor amigo de sua mãe, que era diretor assistente, ajudou-o a conseguir um emprego como assistente de figurino na série The Tudors.
Enquanto trabalhava em The Tudors, ela foi aconselhado a experimentar a atuação, por isso enviou fotografias para agências irlandesas. Como resultado, ela conseguiu um papel de apoio na série (segunda temporada, capítulo 5).
Nas palavras dele: 
 "Alguns produtores me disseram que eu deveria dar uma chance à atuação. Então pensei:" Por que não? "É como fugir para se juntar ao circo, todo mundo quer fazê-lo quando jovem  mas então você cresce e consegue um emprego. Mas alguém tem que fazer isso ou ninguém teria o circo. "
McGrath também filmou um docudrama de cinco partes para o Channel 4, onde deu vida a rainha abordada Elizabeth II. Lá, ela deu vida a uma jovem Margarita de Windsor.
Ela também trabalhou nos filmes Eden e Freakdog antes de se juntar ao elenco da série de fantasia arthur Merlin como a bruxa Morgana. McGrath quase não conseguiu o papel na série devido ao fato de ela ter um sotaque irlandês, devido ao qual ela e seu co-estrela Colin Morgan receberam treinamento especial para o novo sotaque.
Em março de 2011, McGrath se juntou às filmagens do filme Christmas at Castlebury Hall, no papel principal de Jules Daly. Em setembro do mesmo ano, ela emprestou sua voz ao personagem de um breve futuro animado chamado Trìd an Stoirm. Algo mais tarde, no mesmo mês, ela assinou com Oriane Congost na minissérie Labyrinth.
Em 2013, ela se juntou ao elenco da série Drácula, onde deu vida a Lucy Westenra, uma aristocrata de Londres. Nesse mesmo ano, ela fez parte da nova série BBC, Dates. Em 2015, ela apareceu no novo filme da franquia Jurassic Park, onde interpretou a personagem de Zara Young.
Em 2016, ela interpretou Sarah Bennett, a personagem principal da série de terror antológica canadense Slasher.
Foi também em 2016 que foi anunciado que ela interpretaria o papel recorrente de Lena Luthor na segunda temporada da série Supergirl, um personagem que se tornaria o principal na terceira temporada da série. Ela também atuaria no filme de televisão Buttons.
Em 2017, ela aparece no filme dirigido por Guy Ritchie, Rei Arthur: Lenda da Espada, onde interpreta Elsa, a esposa do antagonista principal Vortigern.

## Filmografia

### Cinema
| Ano  | Título                           | Papel               | Notas    |
| ---- | -------------------------------- | ------------------- | -------- |
| 2007 | Pebble                           | Tara                |          |
| 2011 | W.E.                             | Lady Thelma Furness |          |
| 2012 | O Príncipe e Eu                  | Jules Daly          |          |
| 2012 | Tríd an Stoirm                   | Alice / Banshee     | Dublagem |
| 2014 | Leading Lady                     | Jodi Rutherford     |          |
| 2015 | Jurassic World                   | Zara Young          |          |
| 2015 | The Throwaways                   | Gloria Miller       |          |
| 2017 | King Arthur: Legend of the Sword | Elsa                |          |

### Televisão
| Ano       | Título                      | Papel                | Notas                              |
| --------- | --------------------------- | -------------------- | ---------------------------------- |
| 2008      | The Tudors                  | Bess                 | Episodio: "His Majesty's Pleasure" |
| 2008      | Freakdog                    | Harriet Chambers     |                                    |
| 2008      | The Roaring Twenties        | Vixen                | Miniserie                          |
| 2008–2012 | Merlin (telessérie)         | Morgana Pendragon    | 57 Episodios                       |
| 2009      | The Queen                   | Princesa Margarita   | Episodio: "Margaret"               |
| 2011      | A Princess for Christmas    | Jules Daly           | Filme de televisão                 |
| 2012      | Labyrinth                   | Oriane Congost       |                                    |
| 2013      | Dates                       | Kate Foster          |                                    |
| 2013—2014 | Dracula                     | Lucy Westenra        | 10 Episodios                       |
| 2016      | Slasher                     | Sarah Bennett        | 8 Episodios                        |
| 2016      | Buttons                     |                      |                                    |
| 2016—2021 | Supergirl                   | Lena Luthor          | 51 Episodios                       |
| 2016—2017 | Frontier                    | Elizabeth Carruthers | 7 Episodios                        |
| 2019      | Secret Bridesmaids Business | Saskia               | Papel principal                    |